# Васильевка (Северный район)
Васильевка — посёлок в Северном районе Оренбургской области России. Входит в состав Русскокандызского сельсовета.

## География
Посёлок находится в северо-западной части Оренбургской области, в пределах Бугульминско-Белебеевской возвышенности, в степной зоне, на правом берегу реки Кандызки, на расстоянии примерно 31 километра (по прямой) к востоку-юго-востоку (ESE) от села Северного, административного центра района. Абсолютная высота — 190 метров над уровнем моря.
Климат
Климат характеризуется как континентальный с продолжительной морозной зимой, тёплым летом и относительно короткими весной и осенью. Продолжительность безморозного периода составляет 115—125 дней. Среднегодовое количество атмосферных осадков превышает 400 мм.
Часовой пояс
Посёлок Васильевка, как и вся Оренбургская область, находится в часовой зоне МСК+2. Смещение применяемого времени относительно UTC составляет +5:00.

## Население
| 2010 |
| ---- |
| 24   |

Половой состав
По данным Всероссийской переписи населения 2010 года в половой структуре населения мужчины составляли 41,7 %, женщины — соответственно 58,3 %.
Национальный состав
Согласно результатам переписи 2002 года, в национальной структуре населения мордва составляла 58 % из 55 чел., русские — 36 %.